# Ophiopogon japonicus
Ophiopogon japonicus es una especie de plantas perennes pequeñas de la familia Asparagaceae. Es nativa de Japón.

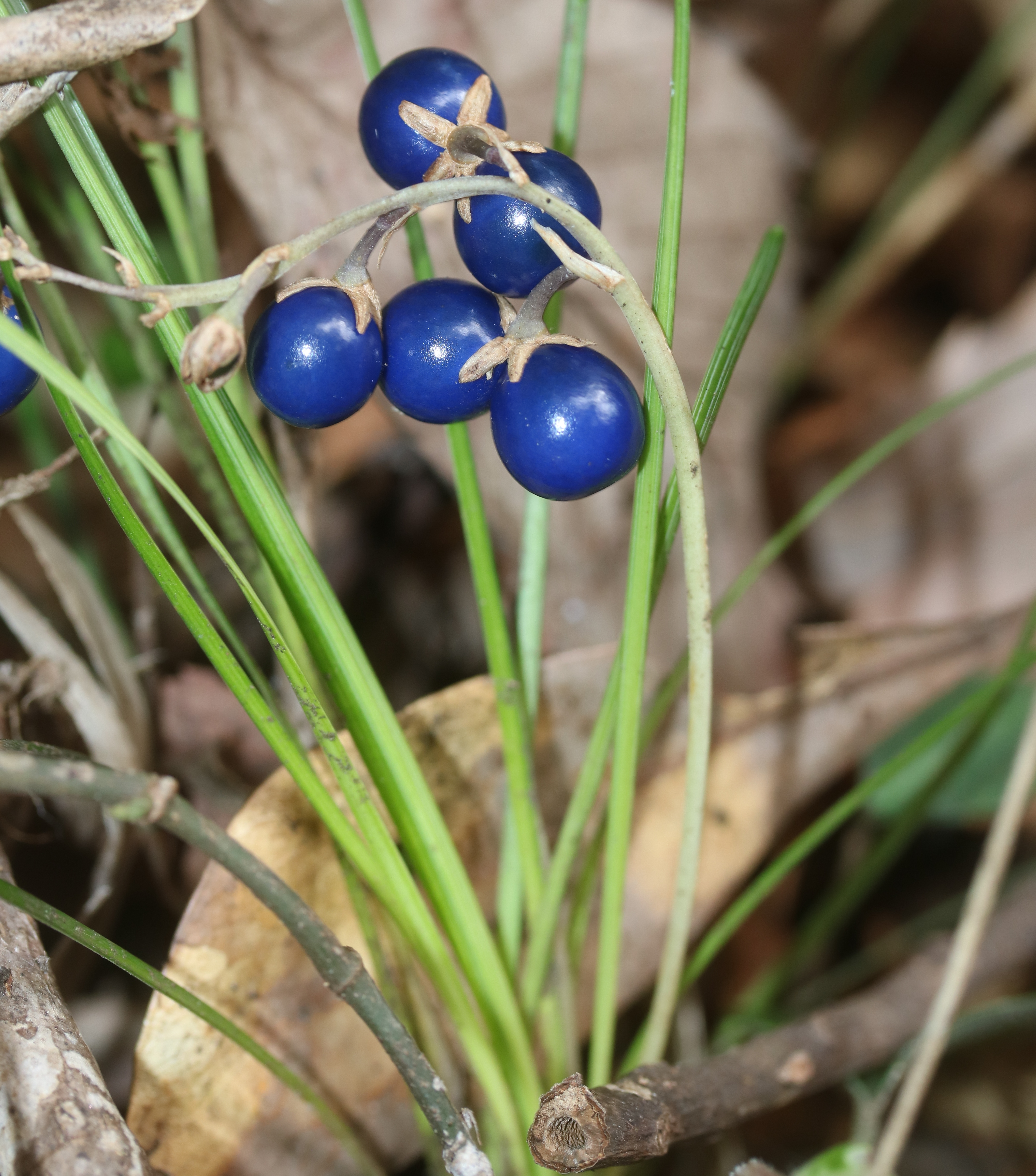
Detalle del fruto

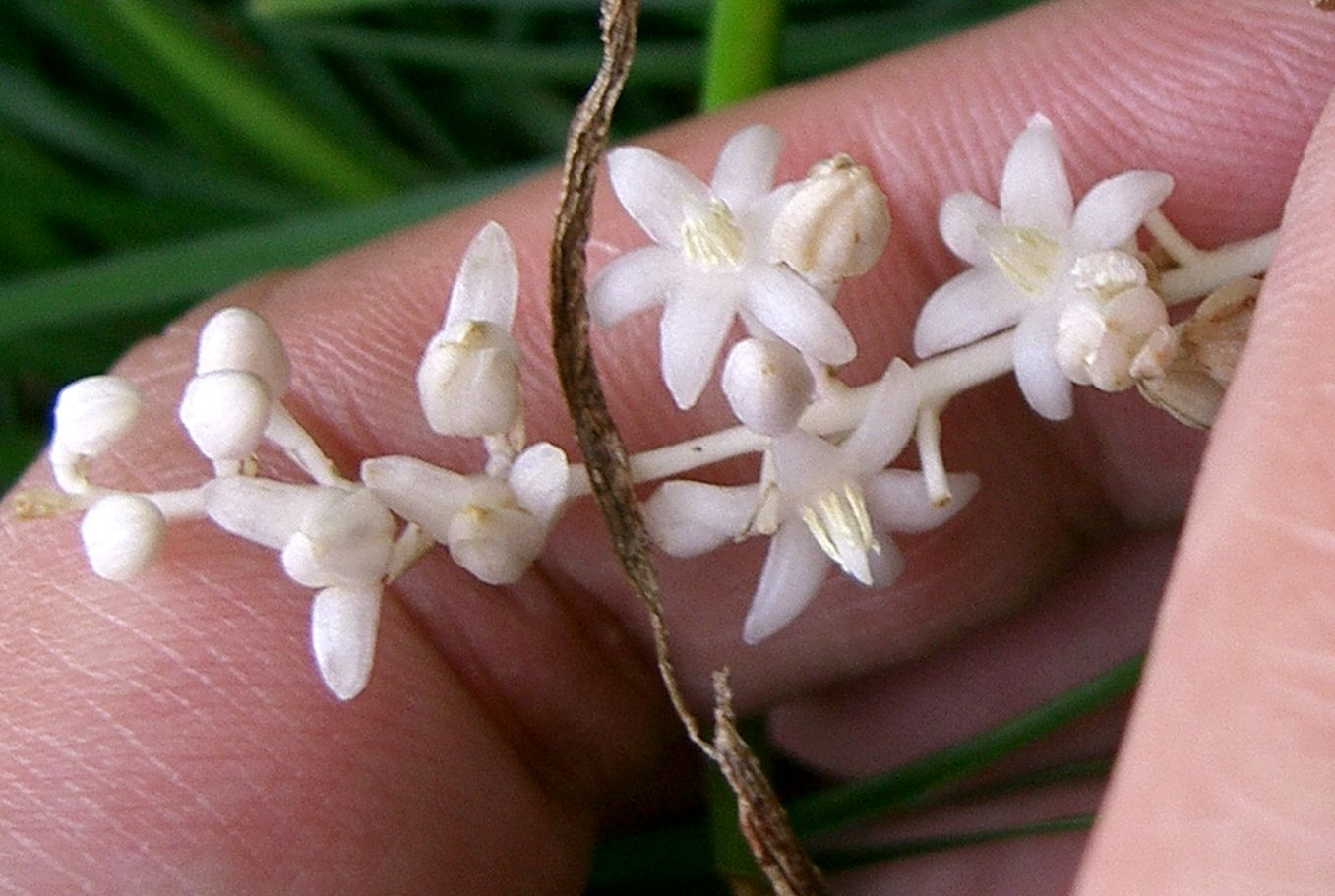
Detalle de la flor

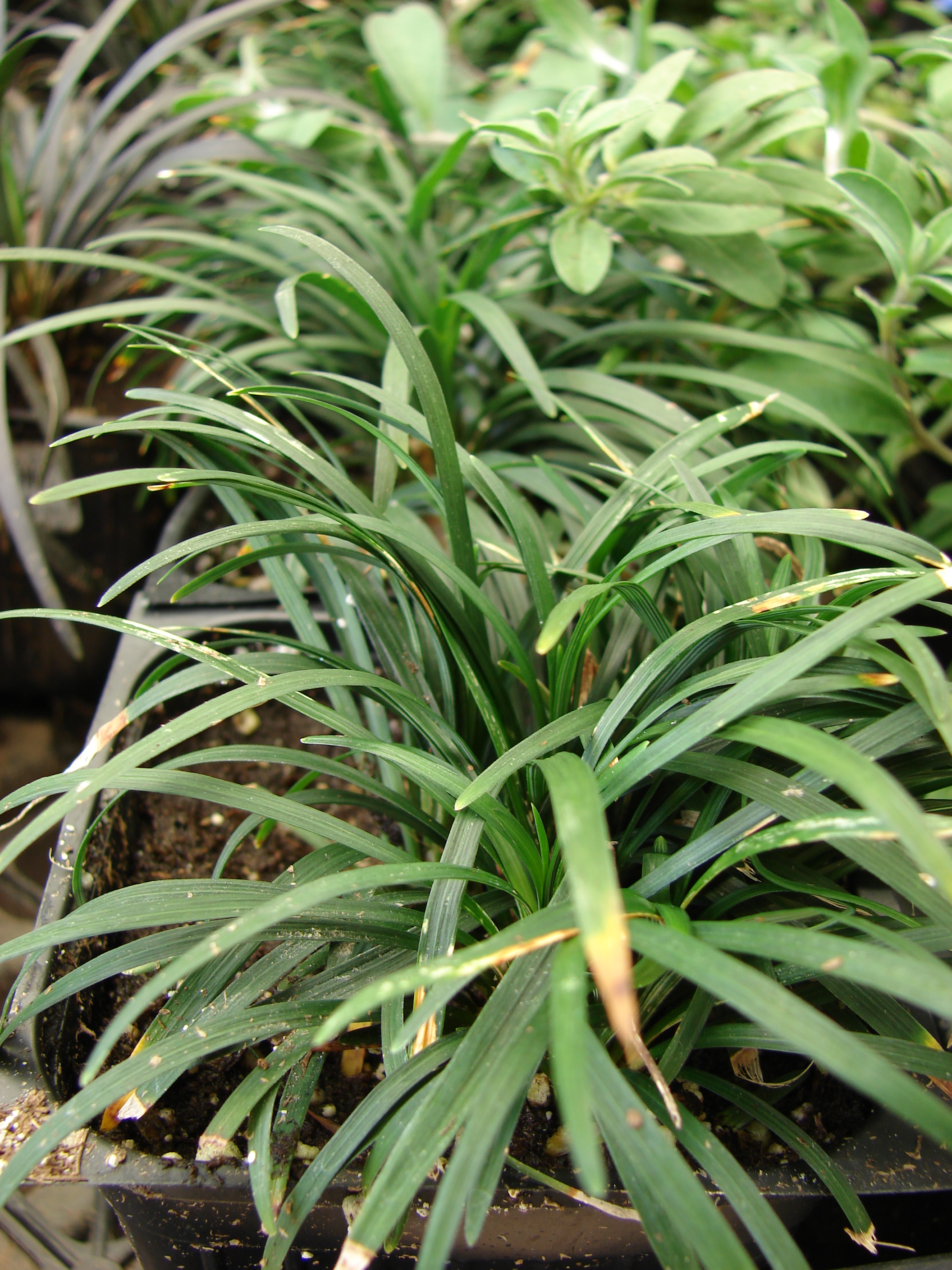
Vista de la planta

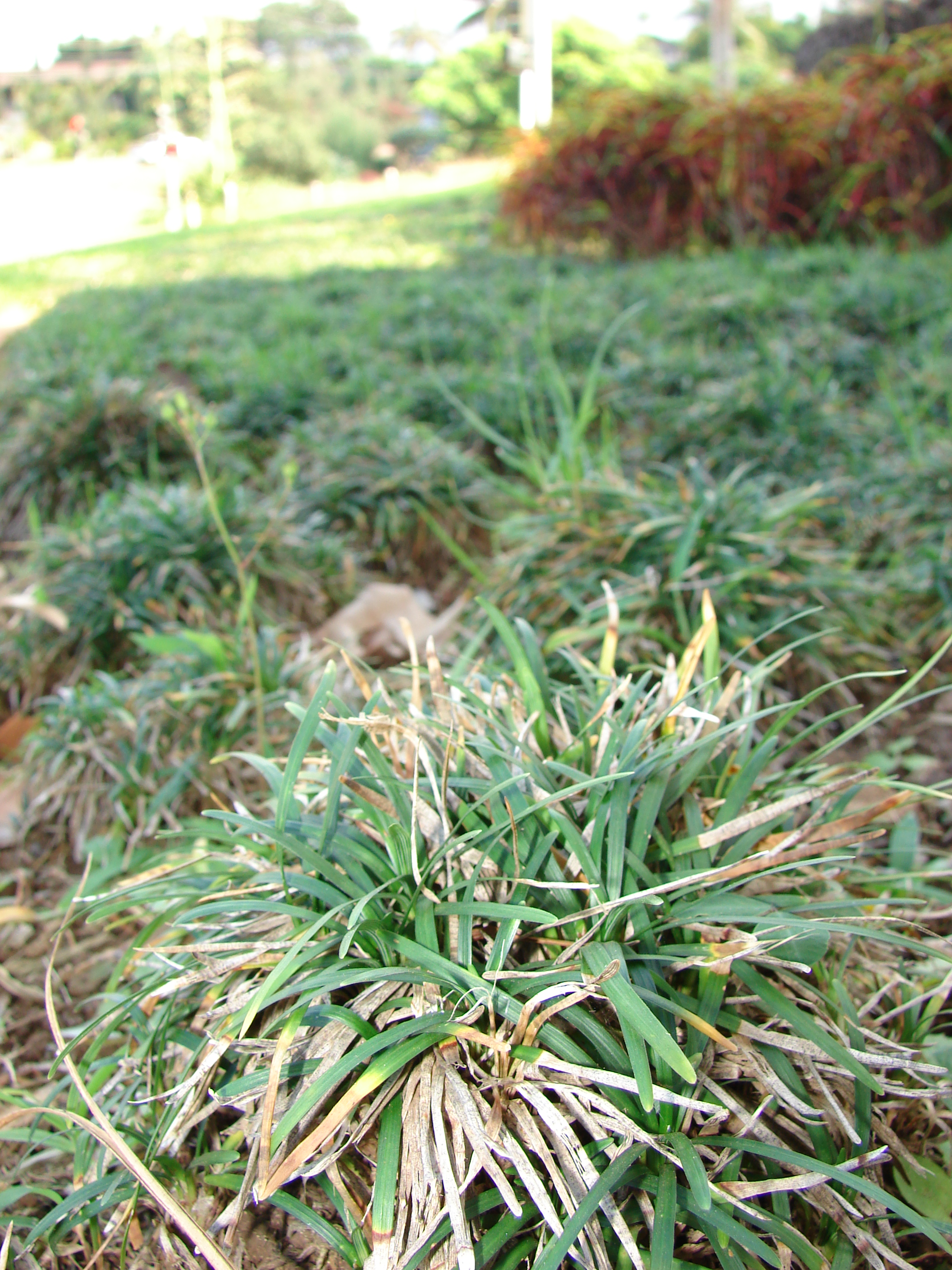
Vista de la planta

## Descripción
Es una planta de hoja perenne, cespitosa. Las hojas son lineales de 20-40 cm de largo. Las flores son de color blanco a lila pálido, que se producen en un corto racimo en un tallo de 5-10 cm. El fruto es en forma de bayas de color azul de 5 mm de diámetro.  Las raíces son estolones grandes con raíces tuberosas.

## Propiedades
En la medicina tradicional china Ophiopogon japonicus es conocida como una hierba para tratar la deficiencia de yin. Según Chinese Herbal Medicine Materia Medica, la hierba es dulce, ligeramente amarga y ligeramente fría, entra en los canales de corazón, los pulmones y el estómago y nutre el yin del estómago, el bazo, el corazón y los pulmones, elimina el calor y la irritabilidad se tranquiliza. Se cree que es útil para cortar la tos seca, la lengua y boca seca y el estreñimiento. Liriope spicata se utiliza como un sustituto.

## Cultivo
También se cultiva como planta ornamental, proporcionando una excelente cubierta vegetal . Varios cultivares han sido seleccionados, entre ellos 'Albus' (flores blancas), "Compactus" y "Kyoto Dwarf '(formas enanas, de no más de 4-5 cm de altura), y' Silver Mist" (variado, con rayas blancas en las hojas) . A menudo se vende como planta decorativa para acuarios de agua dulce, aunque no es una verdadera planta acuática, puede florecer por unos meses y luego mueren. Aunque resistente a temperaturas de aproximadamente -20 °C en estado latente en invierno al aire libre y en el suelo normal, cuando se mantienen totalmente sumergidas requieren temperaturas del agua de 18-25 °C. Crece bien a pleno sol o sombra parcial. La propagación se hace a partir de brotes laterales.

## Taxonomía
Ophiopogon japonicus fue descrita por (Thunb.) Ker Gawl. y publicado en Botanical Magazine 27: pl. 1063, en el año 1807.
Etimología
Ophiopogon nombre genérico que deriva del griego ophis, "serpiente", y pogon, "barba", más probablemente refiriéndose a sus hojas.
japonicus: epíteto geográfico que alude a su localización en Japón.
Sinonimia
- Anemarrhena cavaleriei H. Lév.
- Convallaria graminifolia Salisb.
- Convallaria japonica Thunb.
- Convallaria japonica L. f.
- Convallaria japonica var. minor Thunb.
- Flueggea anceps Raf.
- Flueggea angulata Raf.
- Flueggea japonica (Thunb.) Rich.
- Flueggea japonica var. minor (Thunb.)
- Liriope gracilis (Kunth) Nakai
- Mondo gracile (Kunth) Koidz.
- Mondo gracile var. brevipedicellatum Koidz.
- Mondo japonicum (Thunb.) Farw.
- Mondo longifolium Ohwi
- Mondo stolonifer (H. Lév. & Vaniot) Farw.
- Ophiopogon argyi H. Lév.
- Ophiopogon chekiangensis Koiti Kimura & Migo
- Ophiopogon gracilis Kunth
- Ophiopogon gracilis var. brevipedicellatus (Koidz.) Nemoto
- Ophiopogon japonicus var. caespitosus Okuyama
- Ophiopogon japonicus var. elevatus Kuntze
- Ophiopogon japonicus var. umbrosus Maxim.
- Ophiopogon merrillii Masam.
- Ophiopogon ohwii Okuyama
- Ophiopogon stolonifer H. Lév. & Vaniot
- Polygonastrum compressum Moench
- Slateria coerulea Siebold ex Miq.
- Slateria japonica (Thunb.) Desv.
- Tricoryne acaulis D.Dietr.
- Tricoryne caulescens D.Dietr.[8]